# Manga Academica
Manga Academica è una rivista italiana annuale di studi sul fumetto e sull'animazione giapponese. Presentata al Romics 2008, è diretta dal saggista orientalista Gianluca Di Fratta ed edita dalla Società Editrice La Torre.
La rivista raccoglie i contributi dei maggiori studiosi italiani di manga, anime e culture pop del Giappone contemporaneo, oltre a tesi di studenti universitari, studi del genere pubblicati su riviste dipartimentali ed in opere accademiche escluse dal circuito della distribuzione libraria, atti di convegni, conferenze e mostre sul medesimo tema, nonché recensioni di opere editoriali a diffusione commerciale sull'argomento. 
Come è prassi per le riviste accademiche, tutti i contributi sono sottoposti a peer review da parte di almeno due referee esterni alla rivista e approvati preliminarmente da un comitato scientifico di cui fanno parte, fra gli altri, Luca Raffaelli, Sergio Brancato, Maria Teresa Orsi e Giulio Cesare Cuccolini.